# Чили на летних Олимпийских играх 2012
Чили на летних Олимпийских играх 2012 было представлено 35 спортсменами в 17 видах спорта.

## Результаты соревнований

### Академическая гребля
В следующий раунд из каждого заезда проходили несколько лучших экипажей (в зависимости от дисциплины). В утешительный заезд попадали спортсмены, выбывшие в предварительном раунде. В финал A выходили 6 сильнейших экипажей, остальные разыгрывали места в утешительных финалах B-F.
Мужчины
| Соревнование | Спортсмены   | Предварительный заезд | Предварительный заезд | Предварительный заезд | Отборочный заезд | Отборочный заезд | Отборочный заезд | Четвертьфинал | Четвертьфинал | Четвертьфинал | Полуфинал     | Полуфинал     | Полуфинал     | Финал   | Финал   | Итоговое место |
| Соревнование | Спортсмены   | Заезд                 | Время                 | Место                 | Заезд            | Время            | Место            | Заезд         | Время         | Место         | Заезд         | Время         | Место         | Время   | Место   | Итоговое место |
| ------------ | ------------ | --------------------- | --------------------- | --------------------- | ---------------- | ---------------- | ---------------- | ------------- | ------------- | ------------- | ------------- | ------------- | ------------- | ------- | ------- | -------------- |
| одиночки     | Оскар Васкес | 1                     | 7:06,33               | 5                     | 3                | 7:09,12          | 2 Q              | 1             | 7:24,07       | 6             | Полуфинал C/D | Полуфинал C/D | Полуфинал C/D | Финал D | Финал D | 23             |
| одиночки     | Оскар Васкес | 1                     | 7:06,33               | 5                     | 3                | 7:09,12          | 2 Q              | 1             | 7:24,07       | 6             | 1             | 7:57,36       | 5             | 7:36,79 | 5       | 23             |

### Велоспорт

#### Шоссейный велоспорт
Мужчины
| Соревнование    | Спортсмены | Результат | Отставание | Место |
| --------------- | ---------- | --------- | ---------- | ----- |
| Групповая гонка |            |           |            |       |
|                 |            |           |            |       |

### Конный спорт
Спортсменов — 4

#### Конкур
В каждом из раундов спортсменам необходимо было пройти дистанцию с разным количеством препятствий и разным лимитом времени. За каждое сбитое препятствие спортсмену начислялось 4 штрафных балла, за превышение лимита времени 1 штрафное очко (за каждые 5 секунд). В финал личного первенства могло пройти только три спортсмена от одной страны. В зачёт командных соревнований шли три лучших результата, показанные спортсменами во время личного первенства.
| Соревнование              | Спортсмены                                                    | Квалификация | Квалификация | Квалификация | Квалификация | Квалификация | Квалификация          | Квалификация          | Квалификация         | Финал                | Финал                | Финал                | Финал                | Финал |
| Соревнование              | Спортсмены                                                    | 1 раунд      | 1 раунд      | 2 раунд      | Всего        | Всего        | 3 раунд               | Всего                 | Всего                | Финал A              | Финал A              | Финал B              | Всего                | Всего |
| Соревнование              | Спортсмены                                                    | Штраф        | Место        | Штраф        | Штраф        | Место        | Штраф                 | Штраф                 | Место                | Штраф                | Место                | Штраф                | Штраф                | Место |
| ------------------------- | ------------------------------------------------------------- | ------------ | ------------ | ------------ | ------------ | ------------ | --------------------- | --------------------- | -------------------- | -------------------- | -------------------- | -------------------- | -------------------- | ----- |
| Индивидуальное первенство | Томас Корреа на Underwraps                                    | 6            | 58 (Q)       | 5            | 11           | 53           | Завершил выступление  | Завершил выступление  | Завершил выступление | Завершил выступление | Завершил выступление | Завершил выступление | Завершил выступление | 53    |
| Индивидуальное первенство | Карлос Мильтхалер на Hyo Altanero                             | 4            | 42 (Q)       | 8            | 12           | 56           | Завершил выступление  | Завершил выступление  | Завершил выступление | Завершил выступление | Завершил выступление | Завершил выступление | Завершил выступление | 56    |
| Индивидуальное первенство | Самуэль Парот на Al Calypso                                   | 8            | 60 (Q)       | 9            | 17           | 59           | Завершил выступление  | Завершил выступление  | Завершил выступление | Завершил выступление | Завершил выступление | Завершил выступление | Завершил выступление | 59    |
| Индивидуальное первенство | Родриго Карраско на Or de la Charboniere                      | 5            | 53 (Q)       | 17           | 22           | 61           | Завершил выступление  | Завершил выступление  | Завершил выступление | Завершил выступление | Завершил выступление | Завершил выступление | Завершил выступление | 61    |
| Командное первенство      | Томас Корреа Карлос Мильтхалер Самуэль Парот Родриго Карраско |              |              | 5 8 9 17     | 22           | 15           | Завершили выступление | Завершили выступление |                      |                      |                      |                      |                      | 15    |

### Лёгкая атлетика
Спортсменов —
Мужчины
| Дисциплина      | Спортсмен | Предварительный раунд | Предварительный раунд | Четвертьфиналы | Четвертьфиналы | Полуфиналы | Полуфиналы | Финал     | Финал |
| Дисциплина      | Спортсмен | Результат             | Место                 | Результат      | Место          | Результат  | Место      | Результат | Место |
| --------------- | --------- | --------------------- | --------------------- | -------------- | -------------- | ---------- | ---------- | --------- | ----- |
| 200 м           |           |                       |                       |                |                |            |            |           |       |
| ходьба на 50 км |           |                       |                       |                |                |            |            |           |       |
| десятиборье     |           |                       |                       |                |                |            |            |           |       |

Женщины
| Дисциплина    | Спортсмен | Предварительный раунд | Предварительный раунд | Четвертьфиналы | Четвертьфиналы | Полуфиналы | Полуфиналы | Финал     | Финал |
| Дисциплина    | Спортсмен | Результат             | Место                 | Результат      | Место          | Результат  | Место      | Результат | Место |
| ------------- | --------- | --------------------- | --------------------- | -------------- | -------------- | ---------- | ---------- | --------- | ----- |
| марафон       |           |                       |                       |                |                |            |            |           |       |
|               |           |                       |                       |                |                |            |            |           |       |
| толкание ядра |           |                       |                       |                |                |            |            |           |       |
| метание диска |           |                       |                       |                |                |            |            |           |       |

### Современное пятиборье
Спортсменов — 1
Современное пятиборье включает в себя: стрельбу, плавание, фехтование, верховую езду и бег. Впервые в истории соревнования по современному пятиборью проводились в новом формате. Бег и стрельба были объединены в один вид — комбайн. В комбайне спортсмены стартовали с гандикапом, набранным за предыдущие три дисциплины (4 очка = 1 секунда). Олимпийским чемпионом становится спортсмен, который пересекает финишную линию первым.
Мужчины
| Соревнование              | Спортсмены     | Фехтование | Фехтование | Фехтование | Плавание | Плавание | Плавание | Верховая езда | Верховая езда | Верховая езда | Комбайн  | Комбайн | Комбайн | Всего     | Всего |
| Соревнование              | Спортсмены     | Побед      | Очки       | Место      | Время    | Очки     | Место    | Штраф         | Очки          | Место         | Время    | Очки    | Место   | Результат | Место |
| ------------------------- | -------------- | ---------- | ---------- | ---------- | -------- | -------- | -------- | ------------- | ------------- | ------------- | -------- | ------- | ------- | --------- | ----- |
| Индивидуальное первенство | Эстебан Бустос | 15         | 760        | 25         | 2:10,52  | 1236     | 27       | 40            | 1160          | 10            | 10:38,72 | 2448    | 10      | 5604      | 18    |

### Стрельба
Женщины
| Соревнование | Спортсмены | Квалификация | Квалификация | Финал | Всего     | Всего |
| Соревнование | Спортсмены | Результат    | Место        | Финал | Результат | Место |
| ------------ | ---------- | ------------ | ------------ | ----- | --------- | ----- |
| Скит         |            |              |              |       |           |       |
|              |            |              |              |       |           |       |

### Стрельба из лука
Спортсменов — 1
Женщины
| Соревнование              | Спортсмены               | Квалификация | Квалификация | 1/32 финала        | 1/16 финала        | 1/8 финала         | Четвертьфинал      | Полуфинал          | Финал              |
| Соревнование              | Спортсмены               | Результат    | Место        | Соперник Результат | Соперник Результат | Соперник Результат | Соперник Результат | Соперник Результат | Соперник Результат |
| ------------------------- | ------------------------ | ------------ | ------------ | ------------------ | ------------------ | ------------------ | ------------------ | ------------------ | ------------------ |
| Индивидуальное первенство | Денисс Астрид ван Ламоэн |              |              |                    |                    |                    |                    |                    |                    |

### Фехтование
Спортсменов — 2
В индивидуальных соревнованиях спортсмены сражаются три раунда по три минуты, либо до того момента, как один из спортсменов нанесёт 15 уколов. Если по окончании времени в поединке зафиксирован ничейный результат, то назначается дополнительная минута до «золотого» укола.
Мужчины
| Соревнование         | Спортсмены      | 1/32 финала        | 1/16 финала                  | 1/8 финала           | Четвертьфиналы       | Полуфиналы           | Финал матч за 3-е место | Место |
| Соревнование         | Спортсмены      | Соперник Результат | Соперник Результат           | Соперник Результат   | Соперник Результат   | Соперник Результат   | Соперник Результат      | Место |
| -------------------- | --------------- | ------------------ | ---------------------------- | -------------------- | -------------------- | -------------------- | ----------------------- | ----- |
| Индивидуальная шпага | Парис Иностроса |                    | Макс Хайнцер (SUI) пор. 2:15 | Завершил выступление | Завершил выступление | Завершил выступление | Завершил выступление    | 17    |

Женщины
| Соревнование         | Спортсмены | 1/32 финала        | 1/16 финала        | 1/8 финала         | Четвертьфиналы     | Полуфиналы         | Финал матч за 3-е место | Место |
| Соревнование         | Спортсмены | Соперник Результат | Соперник Результат | Соперник Результат | Соперник Результат | Соперник Результат | Соперник Результат      | Место |
| -------------------- | ---------- | ------------------ | ------------------ | ------------------ | ------------------ | ------------------ | ----------------------- | ----- |
| Индивидуальная шпага |            |                    |                    |                    |                    |                    |                         |       |

### Тяжёлая атлетика
Спортсменов — 2
Мужчины
| Категория | Спортсмен    | Вес    | Рывок | Рывок | Рывок | Толчок | Толчок | Толчок | Всего | Место |
| Категория | Спортсмен    | Вес    | 1     | 2     | 3     | 1      | 2      | 3      | Всего | Место |
| --------- | ------------ | ------ | ----- | ----- | ----- | ------ | ------ | ------ | ----- | ----- |
| до 105 кг | Хорхе Гарсия | 104.41 | 150   | 150   | 161   | 191    | 191    | 191    | 341   | 13    |

Женщины
| Категория | Спортсмен               | Вес   | Рывок | Рывок | Рывок | Толчок | Толчок | Толчок | Всего | Место |
| Категория | Спортсмен               | Вес   | 1     | 2     | 3     | 1      | 2      | 3      | Всего | Место |
| --------- | ----------------------- | ----- | ----- | ----- | ----- | ------ | ------ | ------ | ----- | ----- |
| до 75 кг  | Мария Фернандес Вальдес | 74.70 | 96    | 100   | 100   | 120    | 127    | 131    | 223   | 9     |